# 대한민국 민법 제259조
대한민국 민법 제259조는 가공에 대한 민법 물권법 조문이다.

## 조문
제259조(가공) ① 타인의 동산에 가공한 때에는 그 물건의 소유권은 원재료의 소유자에게 속한다. 그러나 가공으로 인한 가액의 증가가 원재료의 가액보다 현저히 다액인 때에는 가공자의 소유로 한다.
②가공자가 재료의 일부를 제공하였을 때에는 그 가액은 전항의 증가액에 가산한다.

第259條(加工) ① 他人의 動産에 加工한 때에는 그 物件의 所有權은 原材料의 所有者에게 屬한다. 그러나 加工으로 因한 價額의 增加가 原材料의 價額보다 顯著히 多額인 때에는 加工者의 所有로 한다.
②加工者가 材料의 一部를 提供하였을 때에는 그 價額은 前項의 增加額에 加算한다.